# Beta Scuti
Beta Scuti (β Sct / β Scuti) este un sistem stelar binar în constelația Scutul. Se găsește la aproximativ 690 de ani-lumină de Terra.

## Caracteristici
Componenta primară, Beta Scuti, este o gigantă galbenă luminoasă (clasă spectrală G) cu o magnitudine aparentă de 4,22. Steaua companion, de magnitudine 8,5, aparține clasei spectrale B9,5. Perioada orbitală a binarei este de 834 de zile.
Steaua primară radiază de 1.270 de ori mai multă lumină decât Soarele; temperatura din atmosfera exterioară este de 4622 K.
Până în 1690, când astronomul Johannes Hevelius a format constelația Scutul lui Sobieski, Beta Scuti a purtat denumirea de 6 Aquilae și făcea parte din constelația Vulturul (Aquila).